# Campeonato Mundial Femenino de Ajedrez 1965
El 16º Campeonato mundial femenino de ajedrez se desarrolló entre septiembre y octubre de 1965 en Riga. Esta edición enfrentó a la campeona Nona Gaprindashvili, contra la ganadora del Torneo de candidatas, Ala Kushnir. En esta ocasión, Gaprindashvili defendió exitosa-mente su título.

## Torneo de Candidatas
El Torneo de candidatas tuvo lugar en Sujumi entre septiembre y octubre de 1964. En esa ocasión, se produjo un triple empate entre Kushnir, Milunka Lazarević y Tatiana Zatulovskaya. El desempate se produjo en Moscú en diciembre de aquel año.
|    | Jugadora                      | 1 | 2 | 3 | 4 | 5 | 6 | 7 | 8 | 9 | 10 | 11 | 12 | 13 | 14 | 15 | 16 | 17 | 18 | Pts. |
| -- | ----------------------------- | - | - | - | - | - | - | - | - | - | -- | -- | -- | -- | -- | -- | -- | -- | -- | ---- |
| 1  | Milunka Lazarević             | - | 1 | 1 | ½ | ½ | 1 | 0 | ½ | 1 | 1  | ½  | 1  | 1  | 0  | 1  | 1  | ½  | 1  | 12½  |
| 2  | Alla Kushnir                  | 0 | - | 0 | 1 | ½ | 1 | 1 | 1 | 0 | ½  | 1  | 1  | ½  | 1  | 1  | 1  | 1  | 1  | 12½  |
| 3  | Tatiana Zatulovskaya          | 0 | 1 | - | 0 | ½ | 1 | ½ | 0 | 1 | 1  | 1  | 1  | ½  | 1  | 1  | 1  | 1  | 1  | 12½  |
| 4  | Kira Zvorykina                | ½ | 0 | 1 | - | ½ | 1 | ½ | 1 | 1 | 1  | 0  | 1  | 0  | 1  | 1  | ½  | 0  | 1  | 11   |
| 5  | Katarina Jovanović-Blagojević | ½ | ½ | ½ | ½ | - | ½ | 0 | ½ | ½ | ½  | 1  | 1  | 1  | 1  | ½  | ½  | 1  | 1  | 11   |
| 6  | Maaja Ranniku                 | 0 | 0 | 0 | 0 | ½ | - | ½ | 1 | ½ | 0  | 1  | 1  | 1  | 1  | 1  | 1  | 1  | 1  | 10½  |
| 7  | Valentina Borisenko           | 1 | 0 | ½ | ½ | 1 | ½ | - | 1 | 0 | 0  | ½  | 0  | ½  | 1  | 1  | ½  | 1  | 1  | 10   |
| 8  | Henrijeta Konarkowska         | ½ | 0 | 1 | 0 | ½ | 0 | 0 | - | 1 | 1  | 1  | 1  | 1  | 0  | 1  | ½  | ½  | 1  | 10   |
| 9  | Verica Nedeljković            | 0 | 1 | 0 | 0 | ½ | ½ | 1 | 0 | - | 1  | 1  | 0  | 1  | ½  | 1  | 0  | 1  | ½  | 9    |
| 10 | Kveta Eretova                 | 0 | ½ | 0 | 0 | ½ | 1 | 1 | 0 | 0 | -  | 0  | 1  | ½  | 1  | ½  | 1  | ½  | 1  | 8½   |
| 11 | Elisabeth Bykova              | ½ | 0 | 0 | 1 | 0 | 0 | ½ | 0 | 0 | 1  | -  | 1  | ½  | ½  | 0  | 1  | 1  | 1  | 8    |
| 12 | Lisa Lane                     | 0 | 0 | 0 | 0 | 0 | 0 | 1 | 0 | 1 | 0  | 0  | -  | 1  | ½  | 1  | ½  | 1  | 1  | 7    |
| 13 | Eva Ladanyike-Karakas         | 0 | ½ | ½ | 1 | 0 | 0 | ½ | 0 | 0 | ½  | ½  | 0  | -  | ½  | 0  | ½  | 1  | 1  | 6½   |
| 14 | Gisela Kahn Gresser           | 1 | 0 | 0 | 0 | 0 | 0 | 0 | 1 | ½ | 0  | ½  | ½  | ½  | -  | 0  | ½  | 1  | 1  | 6½   |
| 15 | Margareta Teodorescu          | 0 | 0 | 0 | 0 | ½ | 0 | 0 | 0 | 0 | ½  | 1  | 0  | 1  | 1  | -  | ½  | 1  | 1  | 6½   |
| 16 | Antonia Ivanova               | 0 | 0 | 0 | ½ | ½ | 0 | ½ | ½ | 1 | 0  | 0  | ½  | ½  | ½  | ½  | -  | ½  | ½  | 6    |
| 17 | Tumenbayar Tsend              | ½ | 0 | 0 | 1 | 0 | 0 | 0 | ½ | 0 | ½  | 0  | 0  | 0  | 0  | 0  | ½  | -  | 1  | 4    |
| 18 | Celia Baudot de Moschini      | 0 | 0 | 0 | 0 | 0 | 0 | 0 | 0 | ½ | 0  | 0  | 0  | 0  | 0  | 0  | ½  | 0  | -  | 1    |

### Triangular de desempate
|   | Jugadora             | 1   | 2   | 3   | Total |
| - | -------------------- | --- | --- | --- | ----- |
| 1 | Alla Kushnir         | -   | 0 1 | 1 ½ | 2½    |
| 2 | Milunka Lazarević    | 1 0 | -   | 1 0 | 2     |
| 3 | Tatiana Zatulovskaya | 0 ½ | 0 1 | -   | 1½    |

## Gaprindashvili vs. Kushnir
El duelo se pactó para fines de 1965. Este era un encuentro a 16 partidas, donde la primera jugadora en obtener 8½ puntos se declaraba campeona.
|                     | 1 | 2 | 3 | 4 | 5 | 6 | 7 | 8 | 9 | 10 | 11 | 12 | 13 | 14 | 15 | 16 | Total |
| ------------------- | - | - | - | - | - | - | - | - | - | -- | -- | -- | -- | -- | -- | -- | ----- |
| Alla Kushnir        | 0 | 1 | ½ | 0 | 0 | ½ | 0 | 0 | ½ | 1  | 0  | 1  | 0  |    |    |    | 4½    |
| Nona Gaprindashvili | 1 | 0 | ½ | 1 | 1 | ½ | 1 | 1 | ½ | 0  | 1  | 0  | 1  |    |    |    | 8½    |